# Germaine (Aisne)
Germaine – miejscowość i gmina we Francji, w regionie Hauts-de-France, w departamencie Aisne.
Według danych na rok 1990 gminę zamieszkiwało 75 osób, a gęstość zaludnienia wynosiła 17 osób/km² (wśród 2293 gmin Pikardii Germaine plasuje się na 922. miejscu pod względem liczby ludności, natomiast pod względem powierzchni na miejscu 931.).